# Považská Bystrica
Považská Bystrica (in ungherese: Vágbeszterce, in tedesco: Waagbistritz) è una città della Slovacchia, capoluogo del distretto omonimo nella regione di Trenčín.